# Brachytrupes membranaceus
Brachytrupes membranaceus är en insektsart som först beskrevs av Dru Drury 1773.  Brachytrupes membranaceus ingår i släktet Brachytrupes och familjen syrsor.

## Underarter
Arten delas in i följande underarter:
- B. m. membranaceus
- B. m. colosseus
- B. m. hoggarensis
- B. m. mauritanicus